# Mongolväldets invasioner och erövringar
Mongolväldets invasioner och erövringar pågick under stor del av 1200-talet och gjorde  Mongolväldet till världshistoriens största sammanhängande rike. Fälttågen inledes 1205 under ledning av Djingis khan och pågick med en stor mängd militära kampanjer under ledning av flera storkhaner fram till imperiets upplösning s vid Khubilai khans död 1294. Utmärkande större kampanjer var den utdragna invasionen av Kina (1205–1279) och tre sammanhängande fälttåg västerut: Invasionen av Centralasien (1219–1225), invasionen av Europa (1236–1242) och invasionen av västra Asien (1253–1260). Efter att Khubilai khan avlidit, splittrades imperiet i de fyra då redan etablerade khanaten: Gyllene horden (Östeuropa), Tjagataikhanatet (Centralasien), Ilkhanatet (Persien) och Yuandynastin (Kina), som vart och ett därefter styrdes vidare som enskilda nationer.

## Bakgrund
År 1206 utropades sig Temüdjin till mongolernas Djingis khan. I stället för att strida internt kom nu mongolerna att expandera sitt rike åt alla håll, till exempel åt Kina, Centralasien, Persien och Ryssland och kom att bilda världshistoriens största sammanhängande imperium. Invasionerna och erövringarna är en av världens största militära framgångssagor.

## Invasionen av Kina (1205–1279)

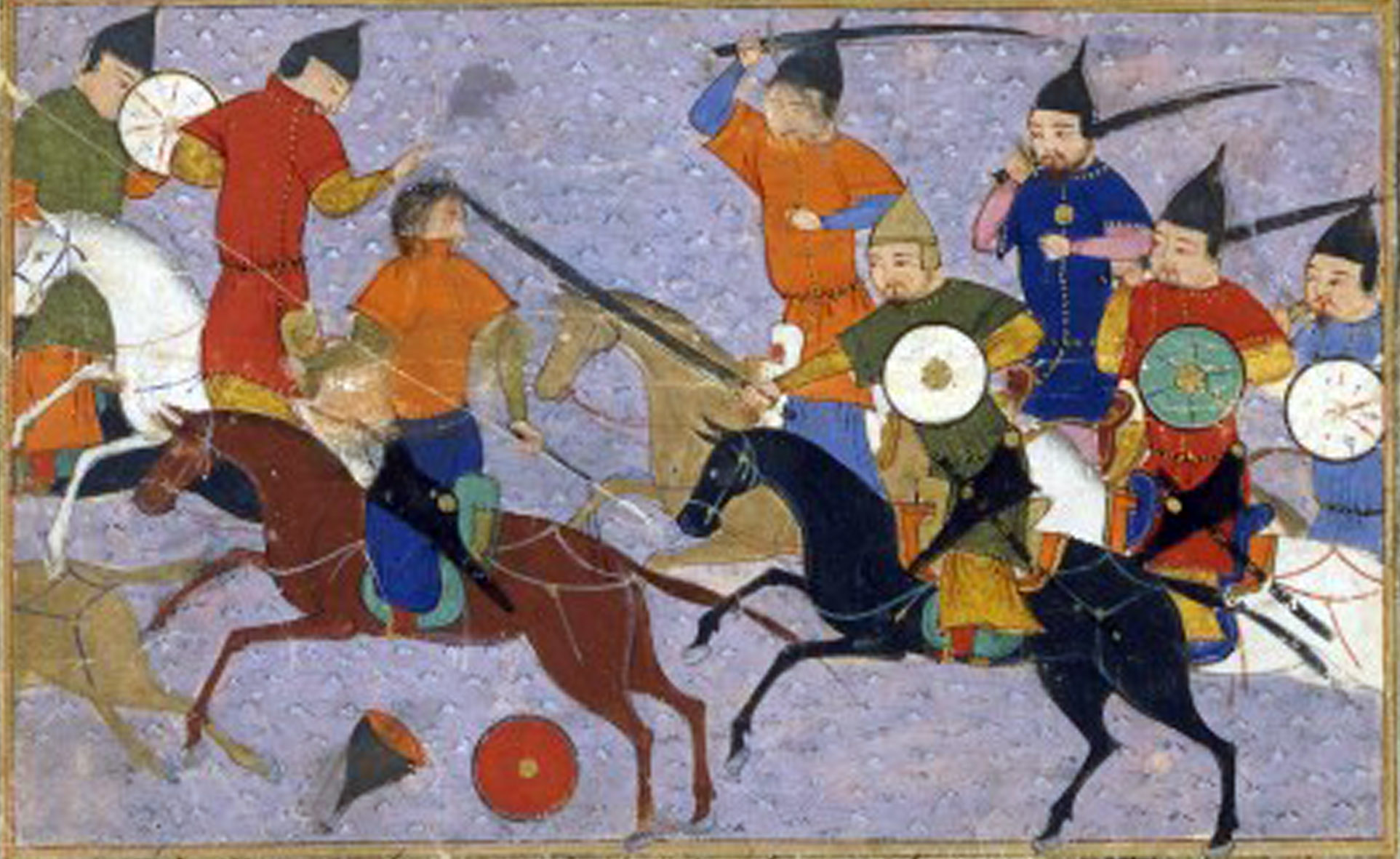
Ett slag mellan mongolerna och Jindynastin.

Invasionen av Västra Xiadynastin och Jindynastin påbörjades redan innan Djingis khan inledde mongolernas första stora invasionskampanj i Centralasien (1218–1225), och invasionen av Songdynastin avslutades först efter att Hülegü kommit hem från den tredje stora kampanjen till Bagdad och Damaskus (1255–1260).

### Erövringen av Västra Xia (1205–1227)
Det första mongoliska anfallet mot tanguterna i Västra Xiadynastin kom på våren 1205, innan Temüdjin blivit khan. Som Djingis khan följde han upp med ett nytt anfall år 1207. År 1209 omringade mongolerna tanguternas huvudstad Xingqing och påbörjade en belägring. Tanguterna sökte nu hjälp av Jindynastin utan resultat. Xingqing hade ett kanalsystem för att förse staden med vatten från Gula floden. I ett försök att dränka staden förstörde mongolerna kanalens vallar, men detta fick till följd att även mongolernas läger svämmade över. Bakslaget gjorde att de avbröt belägringen och drog sig tillbaka. Mongolerna och tanguterna träffade ett fredsavtal med villkor om militärt samarbete.
År 1221 inledde mongolerna under ledning av general Muqali ett anfall mot Jindynastin över Västra Xias territorium. Mongolerna utnyttjade fredsavtalet med Västra Xia och krävde oupphörligt mer militär hjälp, samtidigt som de förtryckte befolkningen. Detta försatte tanguternas kejsar Shenzong i en svår situation gentemot sin befolkning; ett tillstånd som ledde till att han år 1223 tvingades abdikera. Den efterföljande kejsar Xianzong bytte taktik och bildade tillsammans med Jindynastin en allians mot mongolerna. Som hämnd för det brutna samarbetsavtalet ledde Djingis khan (som nyligen var hemkommen från sin kampanj i Centralasien) personligen år 1225 en armé på 180 000 man in på Västra Xias territorium. Mongolerna mötte förvånansvärt stort motstånd, men ödelade systematiskt stad efter stad. På våren 1227 samlade Djingis khan sina trupper för den slutliga belägringen av Västra Xias huvudstad; en belägring som varade i fem månader. I augusti avled Djingis khan i sitt läger nära den belägrade staden. Kort efter khanens död kapitulerade Västra Xia. Enligt mongolisk tradition mördades alla i huvudstaden och man plundrade även de kejserliga gravarna väster om staden.

### Erövringen av Jindynastin (1211–1234)

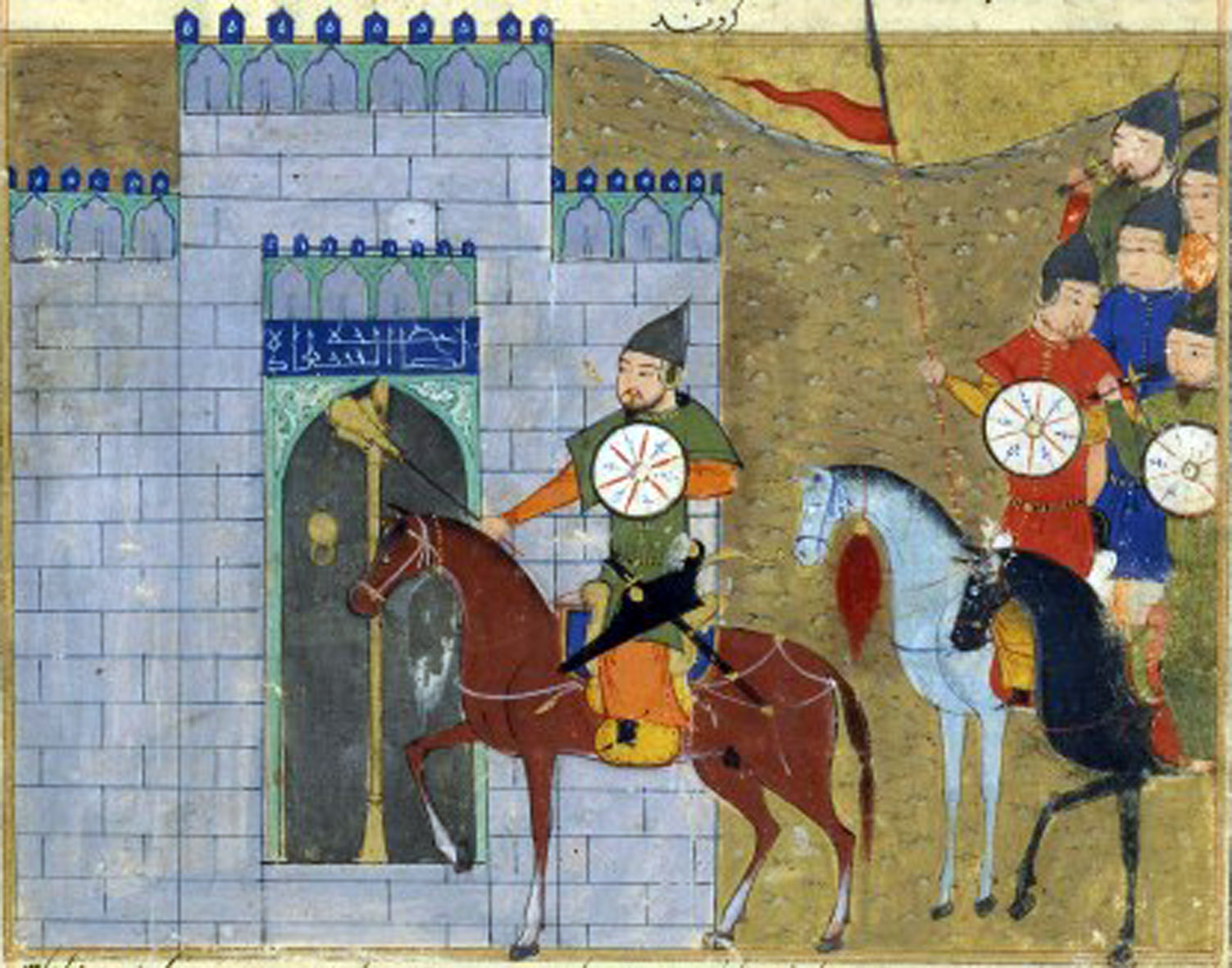
Djingis khan rider in i Zhongdu (dagens Peking) år 1215 efter slaget om Zhongdu.

Jindynastin hade tidigare korsfäst Ambaghai, som var Djingis khans farfars farbror, och detta var kanske en av anledningarna till att Djingis khan år 1211 ledde 50 000 ridande bågskyttar mot Jindynastins huvudstad Zhongdu (dagens Peking). Mongolerna rundade Kinesiska murens östra ändpunkt (Jindynastins mur var helt annorlunda dragen än "dagens" mur från Mingdynastin) och intog militärposteringar och städer norr om Zhongdu. Fortet vid Gubeikou nordost om Zhongdu föll helt utan strid, medan fortet vid Juyongguan nordväst om Zhongdu gav visst militärt motstånd. Efter några belägringsförsök föll slutligen staden 1215 efter slaget om Zhongdu.
För att genomföra sin stora kampanj västerut i Centralasien lämnade Djingis khan Kina 1218, och erövringen av Jindynastin överlämnades till general Muqali. Den fortsatta kampanjen pågick 2017 till 1223 och den ledde till mongolisk kontroll över de norra delarna. Efter att Ögedei 1229 tillträtt som khan för mongolerna återupptogs erövringarna med blandade framgångar 1230 och 1231. År 1232 trappas kampanjerna upp och Jindynastins nya södra huvudstad attackeras, varefter kejsar Aizong flyr söderut. År 1233 har huvudstaden fallit och år 1234 var Jindynastin utplånad.

### Erövringen av Songdynastin (1258–1279)
På 1230-talet gjorde Ögedei khan några inledande anfall mot Songdynastin i Sichuan, och åren 1253–1254 erövrades även Yunnan som en bas för framtida anfall. År 1258 attackerade Möngke igen i ett flerfrontsanfall med hjälp från Khubilai khan. Anfallet avbröts dock efter att Möngke blev sjuk och avled, varefter invasionsplanerna avbröts för flera år framåt.
Inför återupptagandet av invasionen etablerade mongolerna en flotta för att anfalla strategiskt belägna Xiangyang vid Hanfloden. År 1268 inledde mongolerna en utdragen belägring av Xiangyang, en belägring som pågick fram till 1271. Efter en av de största belägringarna i den kinesiska historien föll staden slutligen 1273, vilket avslutade slaget om Xiangyang, varefter mongolerna hade fri väg ner mot Yangtzefloden. Från 1274 hade mongolernas stora militära framgångar och Songdynastin drevs söderut. År 1276 tillfångatog mongolerna kejsar Gongzong.
År 1278 tillsatte premiärminister Lu Xiufu den då endast sex år gamle Bing som kejsare för Songdynastin. Efter hård press från mongolerna flydde de kejserliga trupperna till ön Yaishan utanför Guangzhou. Efter slaget vid Yamen 1279 besegrades Songdynastin slutligen av mongolerna vid ett av de absolut största sjöslagen i världshistorien. Premiärministern Lu Xiufu begick självmord tillsammans med barnkejsaren under striden. I och med besegrandet av Songdynastin var hela Kina erövrat och styrdes av mongolerna under den redan etablerade Yuandynastin (1271–1368).

## Invasionen av Kara-Khitan (1216–1218)
Kuchlug, som var ättling till naimanernas khan, vilken hade besegrats av Djingis khan under dennes väg till makten, hade 1211 tagit herraväldet över Kara-Khitan. Riket expanderade och blev därmed en utmanare till Djingis khan och hans allierade. År 1216 inledde general Jebe och Djingis khans äldsta son Jochi invasionen av Kara-Khitan.
Fälttåget gick mot Kuchlus högkvarter i Kashgar. Kuchlug lyckades fly till Badakhshan (i dagens Afghanistan), men tillfångatogs och avrättades 1218. General Jebe tog även kontroll över hela Kuchlugs territorium. I samband med jakten på naimanerna och Kuchlug kom mongolerna i ofrivillig konflikt med khwarezmidernas shah Ala ad-Din Muhammed II. Konflikten ledde till incidenten i Otrar 1218 då en mongolisk delegation avrättades i Otrar. Handlingen sågs av mongolerna som en krigsförklaring, vilket blev upptakten till mongolernas invasion av Khwarezm och mongolernas invasion av Centralasien (1219–1225).

## Invasionen av Centralasien (1219–1225)

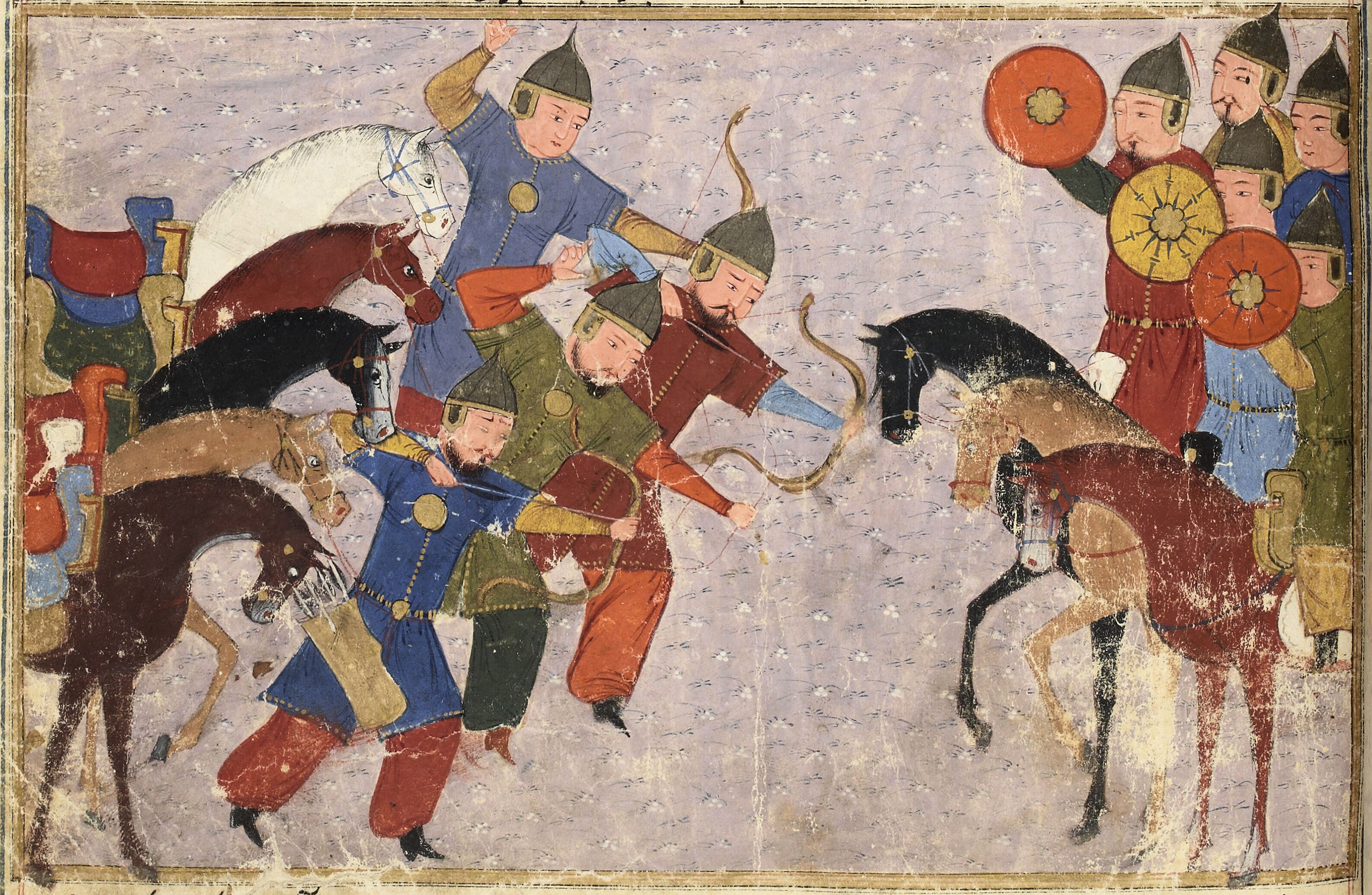
Mongolernas invasion av Khwarezm år 1221.

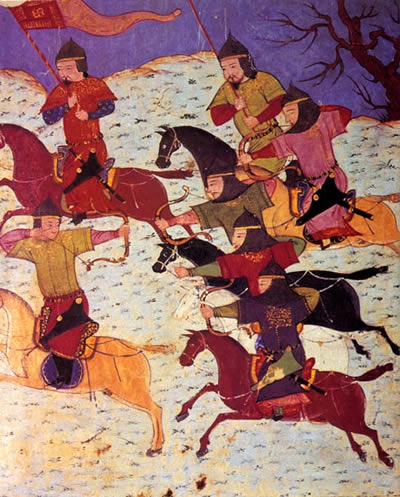
Mongoliska ryttare spelar beridet bågskytte.

Efter incidenten i Otrar, då en mongolisk delegation avrättades i Otrar, började Djingis khan planera för en invasion av Khwarezm, något som skulle bli inledningen till ett stort fälttåg västerut.
Med minst 100 000 man, och kanske det dubbla, inleddes Djingis khans fälttåg som planerades av generalerna Jebe och Tsubotai. Kampanjen utgick 1219 från mongolernas huvudstad Karakorum och fortsatte genom Dzungariet in i Kazakstan och vidare till Transoxanien. Flera av städerna som passerades blev förstörda och mongolernas militära framgångar var stora även om deras här i flera fall var i numerärt underläge. Staden Otrar föll efter nästan ett halvt års belägring, och guvernören som orsakat krisen där 1218 infångades 1220. Berättelser beskriver att mongolerna avrättade honom genom att hälla smält silver i hans ögon och öron.
Efter att ha plundrat och förstört Buchara fortsatte mongolerna mot Samarkand, som försvarades av 100 000 soldater. Även Samarkand intogs och därmed var Khwarezm erövrat. Ala ad-Din Muhammed II flydde från Samarkand till en ö i Kaspiska havet där han avled sent 1220 eller tidigt 1221.
Ala ad-Din Muhammed II:s arvtagare Jalal ad-Din Mingburnu jagades av mongolerna genom Afghanistan mot Indusfloden söder om Peshawar, men blev aldrig infångad. Efter erövringen av Khwarezm begav sig Djingis khan hemåt med en mindre styrka. De kvarvarande mongoliska trupperna delades på två fronter, där den ena leddes av generalerna Jebe och Tsubotai och den andra av Djingis khans son Jochi.
Jebes och Tsubotais styrkor begav sig västerut mot Kaspiska havet genom det kristna Georgien. De fortsatte till Tbilisi och efter några mindre militära tillslag fortsatte de genom Kaukasien. Efter att mongolerna fortsatt norrut genom dagens Tjetjenien vidare norr om Azovska sjön mötte de vid Kalkafloden en kumansk armé. Den kumanska armén visade sig vara en svår motståndare men besegrades till slut, varefter mongolerna fick kontroll över stäppen norr om Krim.
General Jebe stannade vid Dnepr medan Tsubotai begav sig ner till Krim där mongolerna för första gången mötte européer från Venedig och Genua. Mongolerna kom bra överens med handelsmännen från Venedig och gav Venedig rätten till handel i Svarta havet. År 1223 återsamlades de mongoliska styrkorna vid Dnepr. Där blev de anfallna av en rysk-kumansk armé som tvingade dem att fly till Kalkafloden. Vid slaget vid Kalkafloden besegrade mongolerna sina förföljare. I slutet av 1223 eller början av 1224 anslöt Jochis armé till Jebe och Tsubotais styrkor nära Saraj vid Volga där de etablerade en permanent garnison för att säkra området mot kiptjakerna. År 1225 fick de order från Djingis khan att avsluta fälttåget får att återvända och hjälpa till i kriget mot tanguterna i Västra Xia.

## Invasionen av Korea (1231–1259)

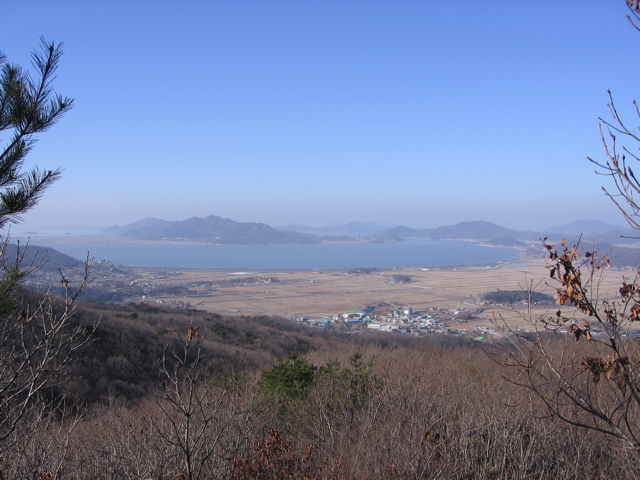
Ön Ganghwado, som var platsen för det koreanska hovet 1232 till 1259.

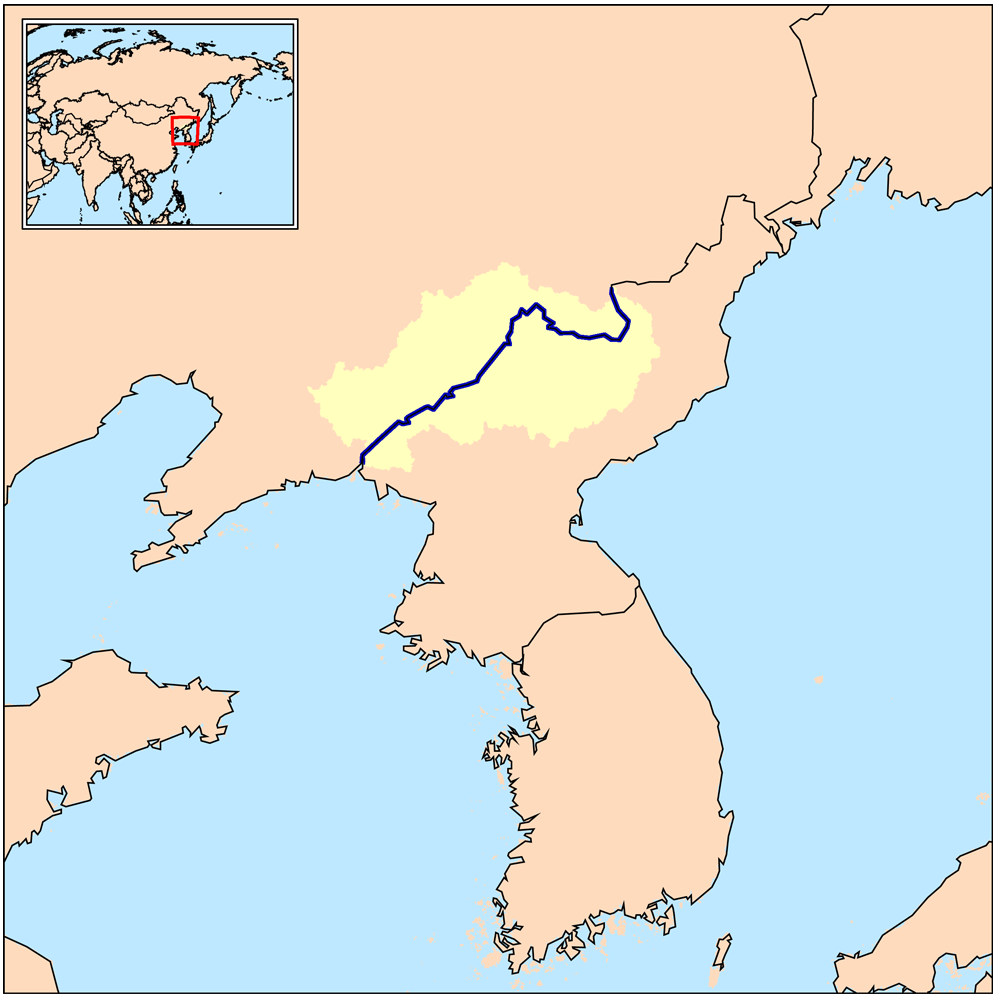
Yaluflodens viktiga gränsläge mellan Kina och Korea.

Vid tiden för mongolväldets invasioner styrdes Koreahalvön av kungariket Koryo (918–1392), här benämnt Korea. Under 1210-talet hade mongolerna tagit kontroll över Manchuriet, vilket tvingade khitanerna på flykt ner till Koreahalvön. Under jakten på khitanerna gick mongolerna vintern 1218 in i Korea och erövrade ett antal städer, och fortsatte till den befästa staden Kangdong som hölls av khitanerna. Khitanerna besegrades, och Korea köpte sig självständighet från mongolerna med tribut. Relationen mellan länderna försämrades kraftigt efter att ett mongoliskt sändebud mördats 1225. På grund av att mongolerna då var på fälttåg i Centralasien uteblev den militära motreaktionen.

### Första invasionen (1231–1232)
I augusti 1231 passerade de mongoliska styrkorna Yalufloden och intog gränsstaden Uiju, varefter de fortsatte anfallet på flera fronter. Den befästa staden Kuju anfölls med katapulter, men mongolerna lyckades inte inta staden. Pyongyang och några mindre städer intogs och i december var Koreas huvudstad Kaesong omringad och fredsförhandlingar inleddes. Koreanerna accepterade i januari 1232 ett förnedrande fredsavtal med extrema tributer, men mongolerna fortsatte utan resultat sina försök att inta Kuju. På våren 1232 lämnade mongolerna Korea, och koreanerna beslutade att flytta sin huvudstad till ön Ganghwado som var ett mycket starkt fäste. På hösten 1232 gjorde mongolerna en ny attack, men efter att en koreansk munk dödat den mongoliske generalen drog sig mongolerna tillbaka.

### Andra invasionen (1235–1239)
Mongolernas andra invasionsförsök inleddes på sensommaren 1235. Koreanerna evakuerade området runt Ganghwado till ön. Mongolerna erövrade en rad städer och kontrollerade området ner till Sangju. Ytterligare mongolisk förstärkning anlände på våren 1236 och fler städer intogs. Koreanerna gjorde inget större motstånd och mongolerna försökte inte inta Ganghwado.
På vintern 1238 blev trycket för stort på koreanerna och fredsförhandlingar inleddes. Våren 1239 enades de om att de mongoliska trupperna skulle dra sig tillbaka i utbyte mot att den koreanske kungen infann sig vid det mongoliska hovet. Mongolerna drog sig tillbaka, men den koreanska kungen begav sig inte till mongolerna.

### Tredje invasionen (1247–1250)
År 1246 beslutade Güyük khan att nya militära aktioner skulle genomföras mor Korea. På hösten 1247 var de mongoliska trupperna vid Yŏnan och de skaffade sig kontrollen ner till Chongchonfloden. Under fälttåget fick styrkorna besked om att Güyük khan hade avlidit varefter anfallet avbröts. Anfallen mot Korea fortsatte med ett antal räder fram till 1250, och koreanerna stärkte kontinuerligt sitt försvar runt ön Ganghwado.

### Fjärde invasionen (1253)
Kraven på att den koreanske kungen skulle inställa sig vid det mongoliska hovet återupptogs när Möngke kom till makten år 1251. Möngke krävde även att det koreanska hovet skulle lämna Ganghwado, vilket koreanerna vägrade. Mongolerna anföll på nytt i början av 1253 och skickade även prins Yekü till det koreanska hovet. De mongoliska styrkorna gjorde ett flertal räder och massakrer i flera städer och flera befästningar erövrades. Det koreanska hovet kände att pressen blev för stor och i december 1253 reste den koreanske kungen över sundet till fastlandet. På våren 1254 lämnade mongolerna Korea.

### Femte invasionen (1254–1259)
År 1254 gjorde mongolerna ett anfall och dödade och fängslade ett stort antal koreaner. I slutet av året intogs bergscitadellet i Sangju, men 1255 minskades de militära aktiviteterna och de mongoliska styrkorna avvaktade norr om Chongchonfloden.
Svälten och förödelsen hade blivit allvarlig i Korea och 1256 trappades mongolernas anfall upp med en flotta. Koreanerna gjorde motstånd och i slutet av året drog sig mongolerna tillbaka norrut på nytt. På sommaren 1257 återvände mongolerna och upprepade sina krav på att den koreanske kungen skulle överlämna sig. År 1258 fortsatte de mongoliska militära kampanjerna med plundringar och avrättningar, och på våren 1259 kapitulerade Korea. Den koreanske kronprinsen begav sig i maj 1259 till det mongoliska hovet, och kungen avled. Ganghwado förstördes och den tidigare huvudstaden återuppbyggdes.

## Invasionen av Europa (1236–1242)

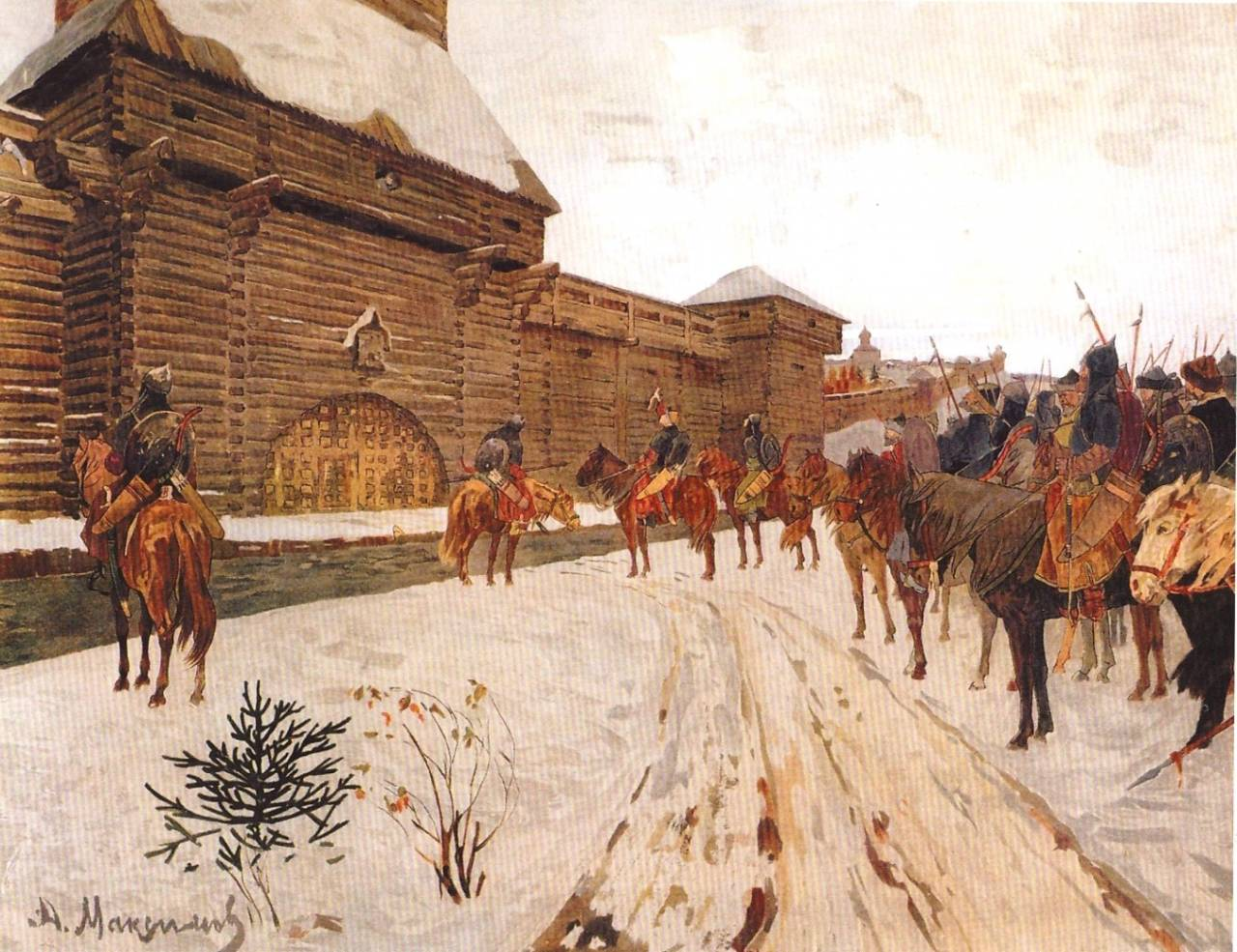
Mongolernas erövring av Vladimir år 1238.

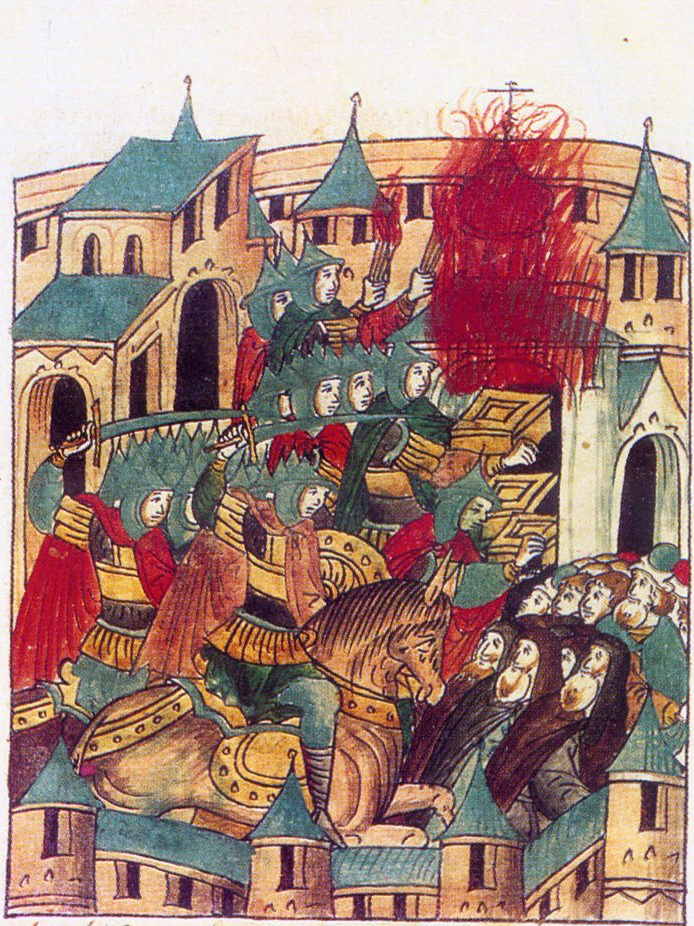
Mongolernas erövring av Vladimir år 1238.

För att säkra makten kring kiptjakernas stäpp och Ryssland beslutade Ögedei 1235 att ett andra fälttåg västerut skulle genomföras. Gyllene horden i södra Ryssland styrdes då av Djingis khans barnbarn Batu. Ögedei deltog inte själv utan representerades av prinsarna Batu, Güyük och Möngke. Militär ledare var general Tsubotai som förfogade över 150 000 soldater.
Fälttågets första militära kampanj genomfördes 1236 vid Volga där det Volgabulgariska riket och dess större städer erövrades. Nästa tillslag blev mot ryska Rjazan som erövrades 1237 och där hela stadens befolkning avrättades. Under vintern 1237 och 1238 erövrades därefter även Rjazan, Suzdal, Vladimir, Jaroslavl, Tver och Moskva där fursten Jurij II avrättades. Under 1238 och 1239 säkrades anspråken på kiptjakernas stäpp. Under 1240 fortsatte mongolerna mot Ukraina där de erövrade Kievrus och totalförstörde Kiev.
Under det fortsatta fälttåget delade mongolerna upp sig och fortsatte på flera fronter. En grupp gick mot Polen där Lublin, Sandomierz, Kraków och Wrocław erövrades. Vid Legnica blev motståndet kraftigt och 1241 vid slaget vid Liegnitz led mongolerna stora förluster, men segrade ändå. En annan grupp av mongolerna gick mot Ungern där de 1241 under slaget vid Muhi besegrade ungrarna. Därefter angreps och plundrades Budapest. Andra grupper gick mot Schlesien och Galizien.
Mongolerna fortsatte även på order av Batu längs Donau för att erövra Österrike. Vid Wienerwald nära Wien fick den mongoliska armén information om att Ögedei hade avlidit och att fälttåget skulle avbrytas. Under sommaren 1242 lämnade mongolerna Europa och återvände till Mongoliet.

## Invasionen av Tibet (1240)

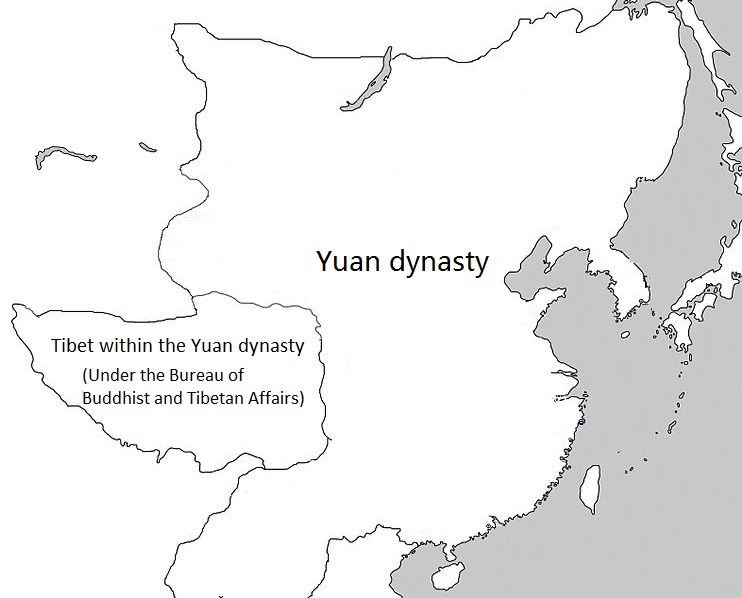
Karta över Tibet och den mongoliska Yuandynastin.

År 1240 beslutade den mongoliske guvernören Godan khan att genomföra ett fälttåg mot Tibet. Godan khan, som var Ögödeis son och Djingis khans barnbarn, styrde området runt dagens Ningxia och Gansu. Under fälttåget plundrades och förstördes tibetanska tempel och kloster och vid attacken mot Retingklostret mördades hundratals munkar. Dock lyckades en andlig ledare från Drikung-kagyü förhandla sig till fred genom att erbjuda tribut till Mongolerna.
Efter freden bjöd Godan khan 1244 in Sakya Pandita, som var ledare för Sakya-skolan för den tibetanska buddhismen, till att bli khanens andlige vägledare, och 1247 anlände Sakya Pandita till det mongoliska hovet i Liangzhou.. Godan khans förtroende för Sakya Pandita ledde till att denne år 1249 tilldelades en maktposition i Tibet och att Godan khan konverterade till buddhismen.

## Invasionen av Dali (1253–1255)

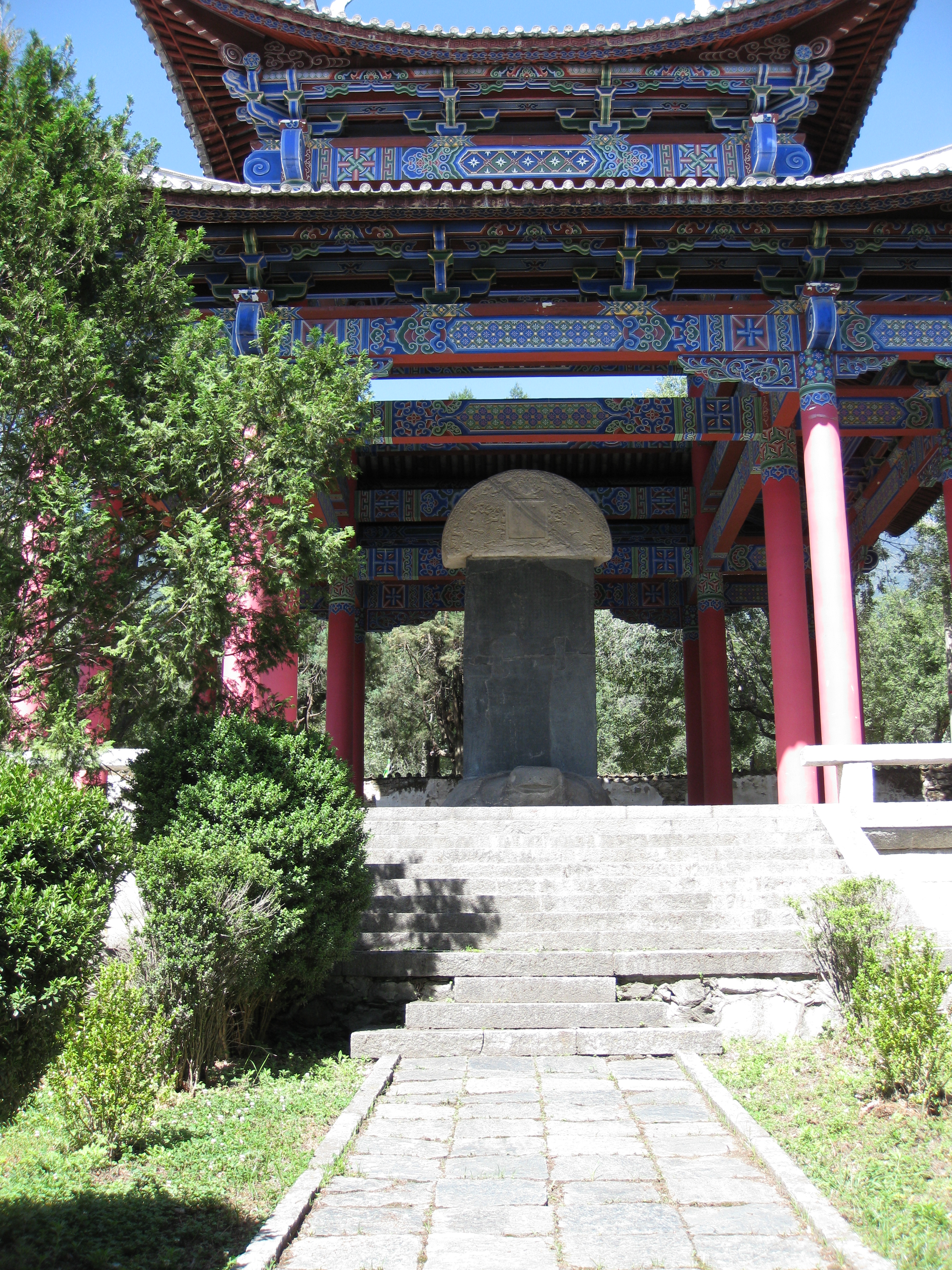
Khubilai Khans Yunnan-stele (元世祖平云南碑) som restes 1304 som monument över mongolernas invasion av Dali.

Mongolerna försökte attackera Dali redan 1248, men hindrades då av kinesiska Södra Songdynastins trupper. För att kunna attackera södra Kina från väster gav Möngke sin bror Khubilai khan i uppdrag att erövra Dali. Khubilai khan inledde med att förhandla sig till en kapitulation, men Dalis kung avrättade sändebudet.
I september 1253 initierade Khubilai khan en trefrontsattack mot Dali. Den första militära konfrontationen utbröt i december med mongolisk framgång, och mongolerna rekryterade soldater från lokala grupper. Försvarsstyrkorna tvingades retirera till huvudstaden Dali nära Erhaisjön. Mongolernas olika anfallsstyrkor gjorde gemensam attack mot Dalis armé och 15 december var huvudstaden erövrad. Dalis kung lyckades dock fly och kunde bygga upp en rebellstyrka.
År 1255 var rebellerna besegrade och kungariket Dali hade fallit. Mongolerna tillsatte familjemedlemmar från det mongoliska hovet att styra över regionen och gjorde general Uriyangqadai (Tsubotais äldste son) till guvernör.

## Invasionen av västra Asien (1253–1260)

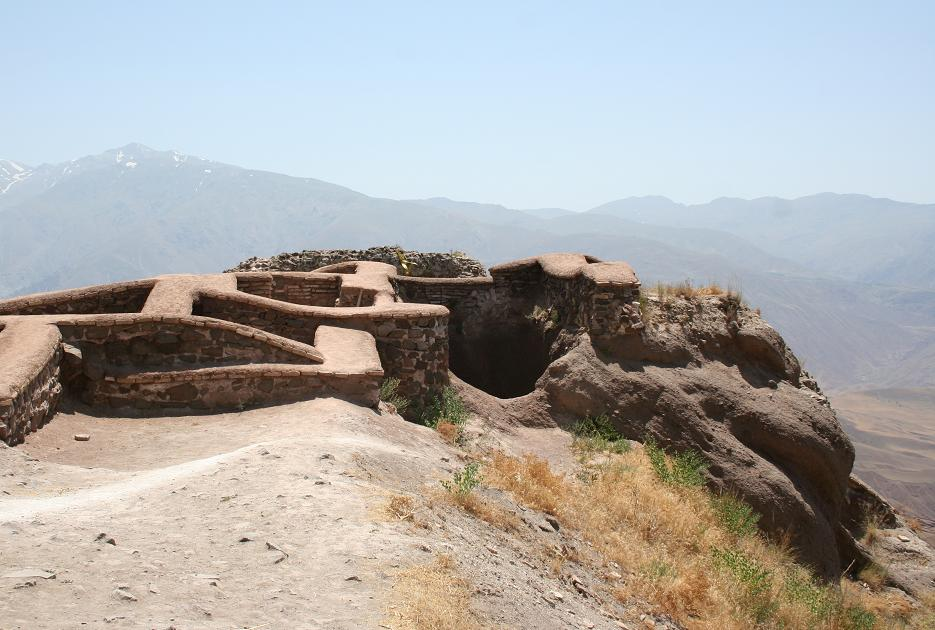
Lämningarna efter bergsfästningen Alamut som mongolerna erövrade 1256.

Efter att Möngke 1251 tillträtt som storkhan, tillkännagav han att han hade för avsikt att genomföra ett fälttåg västerut för att erövra abbasidkalifatet och den ismailitiska sekten "assassinernas hemliga orden". Operationen skulle ledas av Möngkes bror Hülegü som även fick uppdraget att utveckla Ilkhanatet i Persien. 
 Fälttåget inleddes 1253 och innefattade även belägringsvapen och kinesiska ingenjörer som mongolerna hade tillgång till efter invasionen av Jindynastin. Det tog tre år för fälttåget att nå västra Asien.
Den 15 december 1256 intog Hülegü assassinernas fästning Alamut i bergskedjan Elburz vid Kaspiska havet och Rukn al-Din Khurshah, assassinernas ledare, fängslades och avrättades senare. Efter att assassinerna var besegrade tog Hülegü kontroll över hela Persien och återupprättade ett mongoliskt styre.
Hülegü, som fortsatte mot Bagdad 1257, skickade ett brev till abbasidkalifatets kalif Al-Musta'sim med krav på att han skulle kapitulera, vilket han vägrade. På vägen mot Bagdad ödelades Kermanshah i december, och mongolerna nådde Tigris i början av 1258. I slutet av januari påbörjade mongolerna belägringen av Bagdad och de blockerade Tigris uppströms med pontoner. Efter en vecka av bombardemang mot Bagdad med stenar från katapulter föll en av stadsportarna.
Kalifen gav upp och bad Hülegü om nåd, men det resulterade i att mongolerna genomförde ett extremt massmord av Bagdads befolkning, och källor påstår att uppemot en miljon människor dödades. Bagdad förstördes och den 500 år gamla kalifdynastin föll. Den muslimska värden stod för första gången i historien utan religiös ledare och regionen var under muslimskt styre under Ilkhanatet.
Mongolerna fortsatte norrut mot nuvarande iranska Azarbaijan, där Tabriz erövrades varefter de fortsatte mot Syrien. Efter att ha ockuperat Edessa erövrade Hülegü Aleppo i början av 1260. Fälttåget fortsatte mot Damaskus som erövrades utan motstånd på våren 1260. Under 1260 förstördes även en rad andra städer söderut i Levanten.
På sommaren 1260 när Hülegüs trupper befann sig i Gaza fick de besked om att Möngke var död, varefter fälttåget avslutades.

## Invasionen av Japan (1274, 1281)

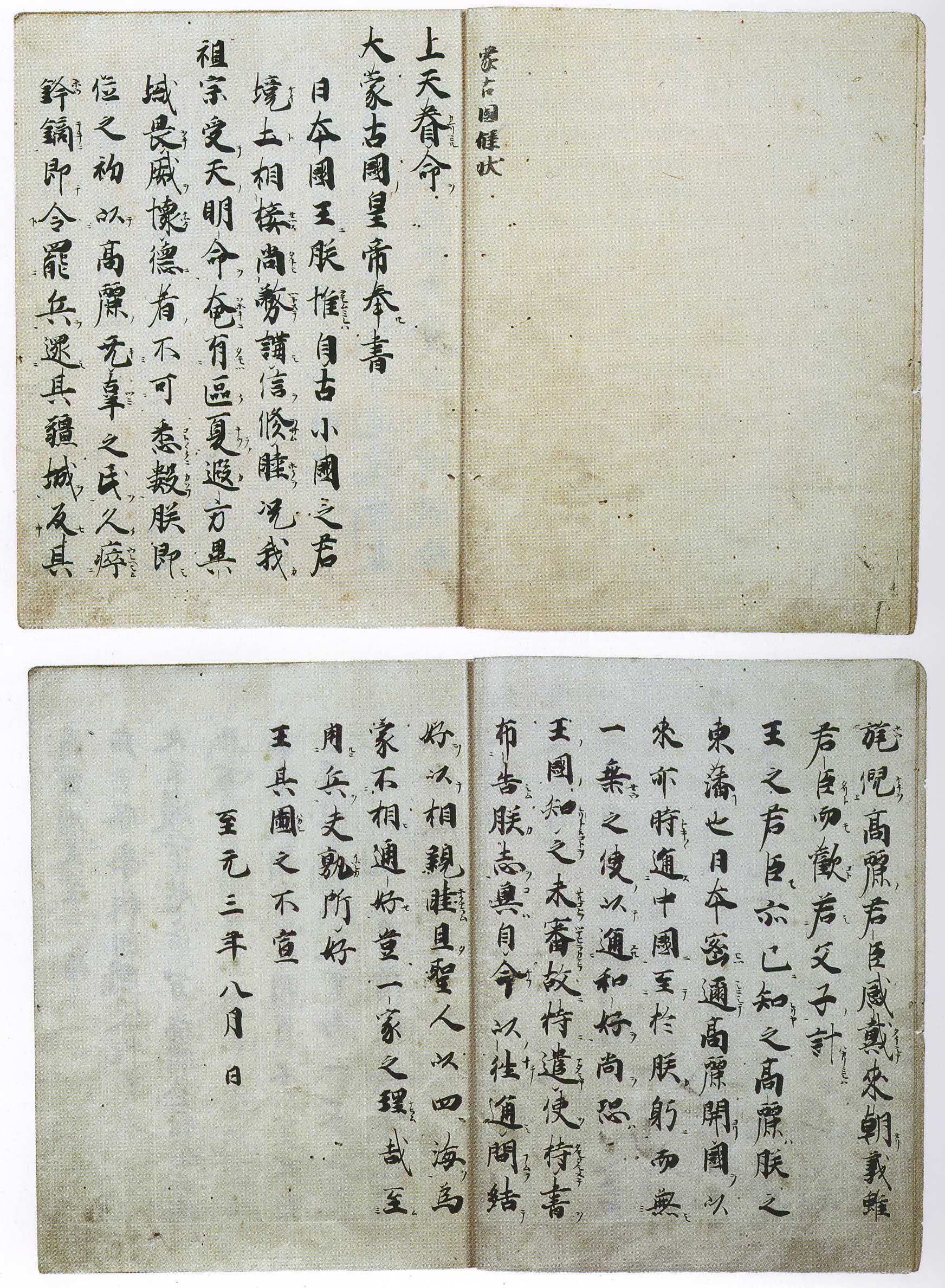
Brevet från Khubilai khan till det japanska hovet 1266.

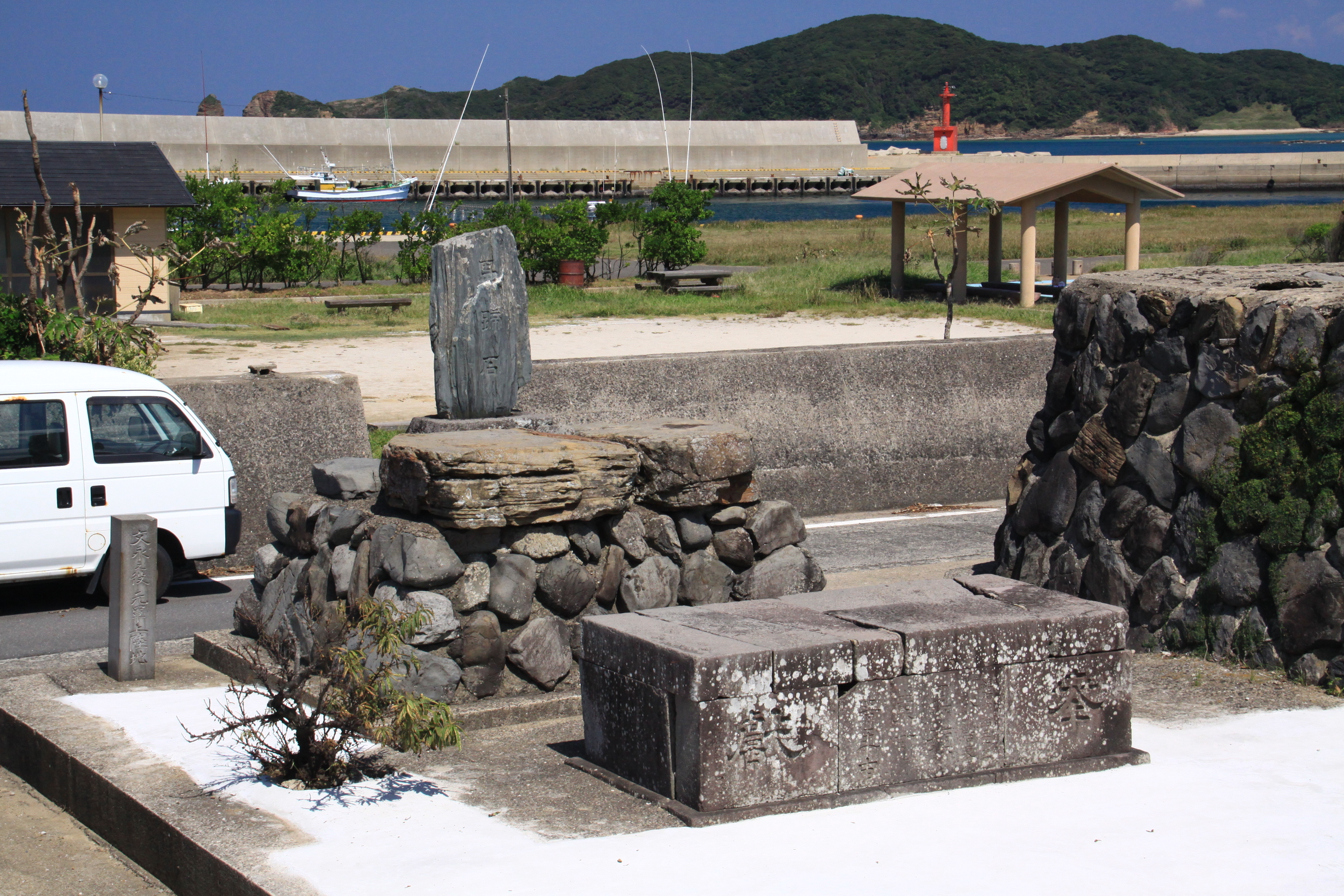
Ett stenmonument på den plats där mongolerna landsteg på Ikiöarna.

År 1266 skickade Khubilai khan ett brev till det japanska hovet som dels kunde ses som en förolämpning mot den japanske kejsaren och även antyder hot om militära åtgärder om inte fredliga relationer mellan länderna uppnås. I stället för att svara på brevet fick shoguns bakufu förstärka landets invasionsförsvar. Flera resultatlösa diplomatiska kontakter med togs 1268 till 1273 från mongolernas sida genom att skicka delegationer till Japan.
Som förberedelse inför det planerade anfallet mot Japan tvingade Khubilai khan koreanerna att bygga flottan för anfallet. Ordern om anfall kom 1274 och 4 november anlände flottan till Tsushimaöarna. Morgonen efter landsteg de mongoliska styrkorna och strid utbröt med de lokala samurajerna. Efter intensiva strider var den japanska försvarsstyrkan besegrad och mongolerna fortsatte mot Ikiöarna. Den 13 november landsteg mongolerna på Ikiöarna och dagen efter var japanernas fort erövrat.
Den mongoliska anfallsstyrkan gjorde räder på Matsuurahalvön på Kyushu och attackerade Hirado den 15 och 16 november. Mongolerna anlände till Hakatabukten 19 november och landsteg vid dagens Fukuoka. På morgonen 20 november inleddes det huvudsakliga slaget och mongolerna gick in i Hakata. Mongolerna anföll med katapulter som sköt även tunga projektiler och bomber vilket de japanska samurajerna aldrig hade upplevt.
De japanska försvarsstyrkorna hamnade i underläge och retirerade in i landet på kvällen för att invänta förstärkning från Honshu. Mongolerna återvände till sina skepp och drabbades under natten av ett mycket starkt oväder. Stora delar av de mongoliska skeppen förstördes när de krossades mot klipporna. En tredjedel av soldaterna avled i katastrofen och mongolerna avbröt sitt anfall och lämnade Japan. Slaget benämns ibland första slaget vid Hakatabukten eller Buneislaget, eftersom det utspelade sig under den japanska perioden bunei.
Khubilai khan skickade ytterligare en delegation till Japan 1275 med hot om en ny invasion. Budbäraren halshöggs av Japanerna och japanerna gjorde omfattande militära förstärkningar med befästningar och stenmurar vid potentiella landsättningsstränder i Hakatabukten. Eftersom mongolernas pågående invasion av Kina tog mycket resurser avvaktade Khubilai khan med nästa anfall. År 1281 var mongolerna redo för nästa invasionsförsök.
Sommaren 1281 begav sig den mongoliska flottan mot Japan igen. I mitten på juni erövrades Tsushima och Ikiöarna. Flottan landsteg Kyushus norra kust den 23 juni och landsteg på flera platser. En utdragen strid påbörjades och japanerna försvarade stränderna i nästan två månader. En kraftig tyfon till mot Kyushu den 15 augusti som tvingade mongolerna att dra sig tillbaka till sina båtar, men en stor del blev kvarlämnad på Kyushu. Stor del av flottan slogs sönder mot varandra i det kraftiga ovädret. Efter tyfonen dödades de kvarlämnade soldaterna och invasionen blåstes av.

## Invasionen av Burma (1277, 1283, 1300)

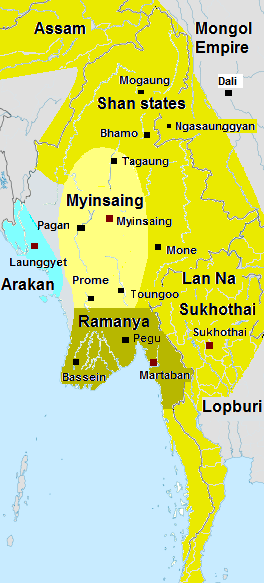
Burmesiska kungariket Myinsaing.

Efter att mongolerna erövrade Dali 1253 blev kungariket Pagan, dagens Myanmar, granne med det mongoliska territoriet. Med början 1271 krävde mongolerna tribut av burmeserna, men de vägrade, och 1273 avrättade den burmesiske kungen Narathihapate de mongoliska ambassadörerna.
Som en följd av burmesernas ovilja till underkastelse utbröt 1277 ett gränskrig mellan mongolerna och burmeserna. De burmesiska styrkorna besegrades i april i Yunnan, och i december intog mongolerna det fort som försvarade Bhamopasset. Från 1278 var mongolerna upptagna av krig mot Kina, något burmeserna utnyttjade till att återuppbygga sitt försvar.
I början av 1280-talet förberedde Khubilai khan en förnyad invasion med inriktning på norra Burma. Invasionen inleddes i september 1283 och mongolerna mötte det burmesiska förvaret vid Ngasaunggyan. I december var försvarsborgen intagen och mongolerna fortsatte söderut och intog Tagaung, och avslutade därefter fälttåget. Burmeserna återvände till Tagaung efter att mongolerna försvunnit, men 1285 återvände de mongoliska styrkorna och återtog Tagaung och ockuperade området ner till Hanlin. Norra Burma etablerades som en mongolisk provins.
Den burmesiske kungen, som flytt till Pathein, inledde fredsförhandlingar med mongolerna 1285. År 1286 enades de om fred. Mongolerna skulle dra tillbaka sina trupper i utbyte mot Burmas totala underkastelse och erläggande av tribut. År 1289 tog den burmesiske kungens son Kyawswa kontroll över området kring huvudstaden Pagan och 1297 etablerade burmeserna kungariket Myinsaing.
År 1300 attackerade burmesiska styrkor en mongolisk garnison norr om Mandalay, vilket resulterade i att den mongoliske kejsaren Temür khan skickade en militär invasionsstyrka. I januari 1301 anlände mongolerna till Mandalay, men lyckades inte inta de burmesiska befästningarna. Burmeserna lyckades muta de mongoliska befälhavarna till att dra sig tillbaka, och därefter gjordes inga fler invasionsförsök. I juni samma år skickade kejsar Temür khan en mindre invasionsstyrka från Yunnan som motåtgärd. Den mongoliska invasionsstyrkan nådde den befästa staden Mandalay i januari 1301, men lyckades inte bryta genom det burmesiska försvaret. Kyawswas tre bröder lyckades muta befälhavaren för de mongoliska invasionsstyrkorna, som drog sig tillbaka i april. De mongoliska befälhavarna avrättades i Yunnan, men mongolerna skickade ingen fler invasionsstyrka. År 1303 lämnade mongolerna det övre Burma.

## Invasionen av Vietnam (1282, 1285 och 1288)

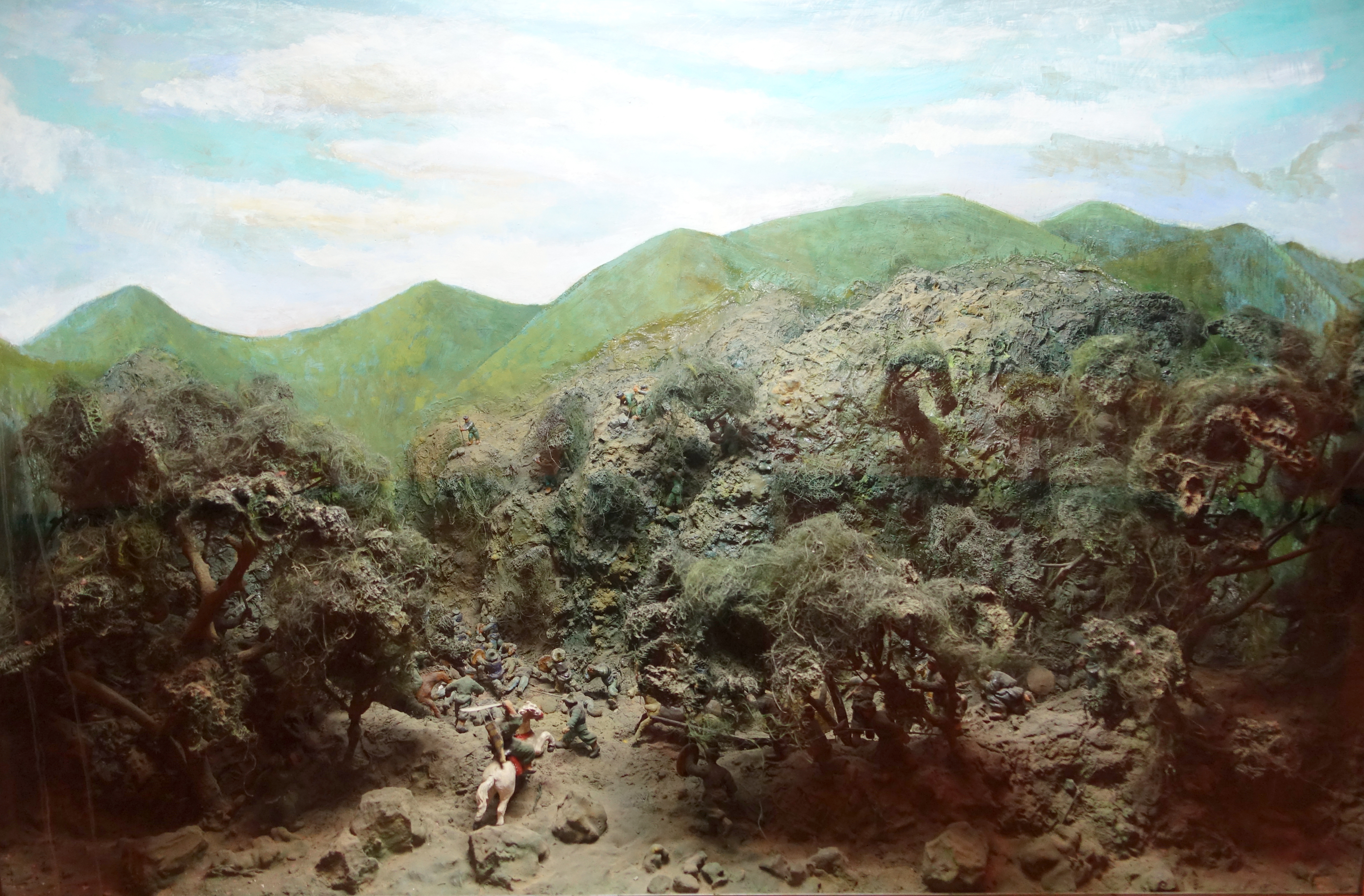
Modell av striderna under mongolernas invasion av Vietnam 1257.

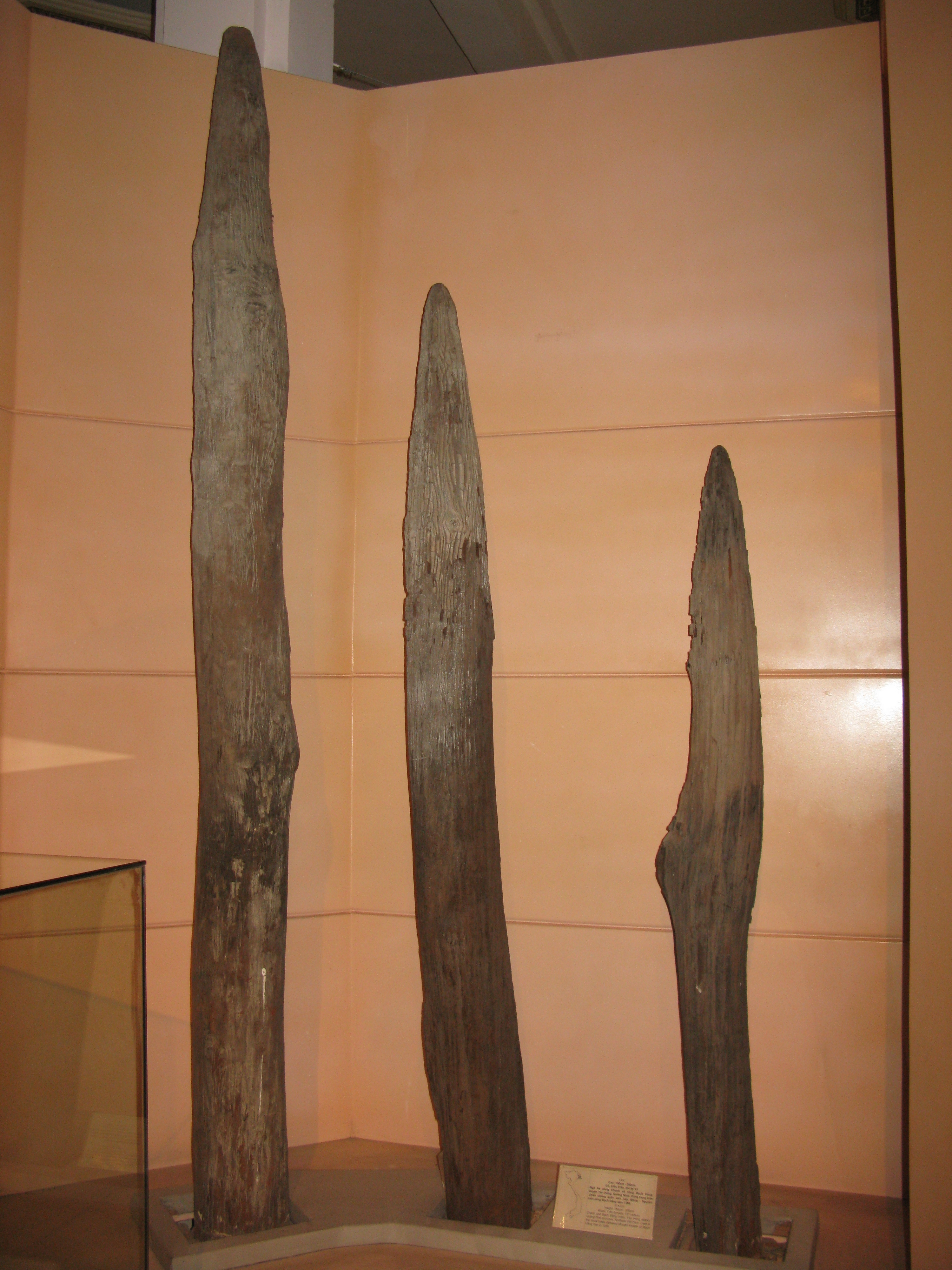
Pålar från slaget vid Bạch Đằng 1288 utställda på Museum of Vietnamese History.

Det som är dagens Vietnam bestod på 1200-talet av kungariket Annam i norr och kungariket Champa i söder. År 1257 anföll mongolerna Annam och förstörde huvudstaden Thang Long (dagens Hanoi). Det tropiska klimatet gav mongolerna problem och de fick svårt att hitta mat. Efter framgångsrika attacker från vietnameserna återvände mongolerna utan att ha uppnått något resultat.
Champas kung hade sedan 1273 betalat tribut till mongolerna men efter tronskiftet 1281 vägrade vietnameserna att fortsätta betala, vilket irriterade mongolerna. Den mongoliske generalen Sodu landsteg 1282 i södra Vietnam och i slutet av året var huvudstaden erövrad. Vietnameserna använde gerillakrigföring och lyckades hindra och besegra mongolerna.
Efter nederlagen förberedde Khubilai khan en storskalig attack med 500 000 soldater under ledning av Toghon. År 1284 passerade mongolerna gränsen mot Vietnam. Vietnameserna hade förberett ett försvar där även elefanter spelade en viktig roll. Thang Long intogs av mongolerna i början av 1285, men staden visade sig då vara övergiven och utan mat. Mongolerna lyckades ta kontroll över stora landområden, men trupperna blev utspridda och försvagade. Med en effektiv gerillakrigföring, i kombination men mongolernas brist på förnödenheter och svåra klimatförhållanden, lyckade vietnameserna under sommaren 1285 återigen besegra mongolerna.
År 1287 var mongolerna tillbaka med ännu en invasionsstyrka. Liksom tidigare intogs huvudstaden och den vietnamesiske kungen flydde. Vietnameserna använde brända jordens taktik så att landområden kom att lämnas övergivna utan mat där mongolerna ryckte fram. I kombination med mongolernas problem med klimatet och den svåra terrängen, drog de sig tillbaka till området norr om Röda floden.
Nästa mongoliska attack kom 1288 och mongolernas flotta passerade genom Bạch Đằngfloden till Hai Phong. Vietnameserna tillverkade ett stort antal spetsiga pålar av järnträ vilka drevs ner i flodens botten. Vid högvattnet passerade den mongoliska flottan omedveten om pålarna. När tidvattnet vänt och den mongoliska flottan var på väg tillbaka spetsades båtarna av pålarna. Den därefter kraftigt försvagade mongoliska flottan blev därmed en enkelt mål för de anfallande vietnameserna. Mongolerna led stora förluster och händelsen är känd som slaget vid Bạch Đằng.

## Epilog
Yuandynastin styrde Kina fram till 1368 då Mingdynastin erövrade makten. Den mongoliska ledningen lämnade då Kina och levde vidare i form av Norra Yuandynastin i det mongoliska kärnlandet. 

## Tidslinje
Tidslinje över dels de mongoliska storkhanernas regenttider, som visualiseras med röd stapel, dels de olika fälttågen som markeras med grön stapel. De vertikala linjerna markerar mongolväldets grundande 1206 och Yuandynastins grundande 1271.